# الأزمة العاجية 2010-2011
الأزمة العاجية 2010 - 2011'، هي أزمة سياسية في ساحل العاج بدأت بعد تولي لوران غباغبو الرئاسة عام 2000، وادعاؤه بالفوز في الانتخابات الرئاسية العاجية 2010، أول انتخابات تشهدها البلاد منذ عشر سنوات.

## إعلان النتائج والصراع في مرحلة ما بعد الانتخابات

### ادعاء الفوز من الجانبين
في الثالث من ديسمبر أعلن المجلس الدستوري فوز غباغبو في الانتخابات. وأعلن رئيس المجلس أن النتائج في سبعة مناطق شمالية قد تم إلغائها وعلى هذا الأساس تم إعلان فوز غباغبو بفارق ضئيل على منافسه الحسن واتارا بـ51.45% من الأصوات مقابل 48.55%
واستنادا على نتائج اللجنة العليا للانتخابات أكد الحسن واتارا على فوزه في الانتخابات وأحقيته بمنصب رئيس الجمهورية المنتخب. كما أعلن أن المجلس الدستوري قد أساء استخدام سلطته ويأسف لصورة بلاده في الخارج
كما أكد أنه يحظى بدعم كامل من المجتمع الدولي. غير ان كبار ضباط الجيش الإيفواري ساندو غباغبو وانقسم الجيش بين مؤيد للحسن واتارا ومعارض له
القوات الجديدة ورئيس الوزراء غيوم سورو ساندوا الحسن واتار. وقد اعتبر سورو أن واتارا هو الرئيس الشرعي والحقيقي للكوت ديفوار وقدم استقالته لغباغبو في الرابع من ديسمبر. وقد أدى هذا الأخير اليمين الدستورية في نفس اليوم في منطقة أخرى من البلاد معلنا بتحد «سأواصل العمل مع جميع دول العالم. ولكنني لن أتخلى أبدا عن سيادتنا الوطنية». وكنتيجة لهذه التجاذبات السياسية انتشرت بعض بعض أعمال العنف وإطلاق نار في مناطق مختلفة من البلاد بما في ذلك مدينة أبيدجان العاصمة الاقتصادية المهمة للبلاد وفي الخامس من ديسمبر عين غباغبو جيلبرت أكي رئيسا للوزراء وهو خبير اقتصادي وعميد للجامعة وكان ينظر إليه على أنه من المقربين لغباغبو
وبعد فترة وجيزة أدى واتارا في خضم الأزمة اليمين الدستورية معلقا «ساحل العاج إلى ن في أياد أمينة» وعين غيوم سورو رئيسا للوزراء

### ردود الفعل
على الصعيد المحلي
انقسمت الجماهير في ساحل العاج بين مؤيد لغباغبو والحسن واتارا وانطلقت مظاهرات وتجمعات شعبية في كامل أنحاء البلاد تدعم أحد الطرفين. وفي الخامس عشر من يناير ألقت سيمون غباغبو زوجة لوران غباغبو خطابا عاما في مظاهرة مؤيدة لزوجها وفي جانب آخر أطلقت قوات الأمن الإيفوارية الرصاص الحي لتفريق متظاهرين كانو قد تجمعوا في أبوبو وهي أحد ضواحي مدينة أبيدجان وأحد معاقل المؤيدين للحسن واتارا كما اندلعت عدة أشتباكات عنيفة بين قوات الأمن والمتظاهرين
آية فيرجيني توريه نظمت مظاهرة سلمية نسائية تعد 40 ألف امرأة والتي تم قمعها بعنف وفي مقابلة جماسية مع قناة بي بي سي شبهت توريه الوضع في ساحل العاج بالحرب الاهلية الليبية
ردة فعل الأمم المتحدة
في 18 ديسمبر وفي رد على تصريحات لوران غباغبو التي طالب فيها مدرعات قوات حفظ السلام بالانسحاب من البلاد أكد متحدث باسم الأمم المتحدة أن المنظمة الأممية لا تعترف بغباغبو رئيسا وأن قوات القبعات الزرق ستواصل مهامها في دعم الحسن وتارا والمدنيين
وفي 23 ديسمبر 2010 أصدر مجلس الأمم المتحدة لحقوق الإنسان قرار «يدين فيه بشدة انتهاكات حقوق الإنسان في ساحل العاج... التي وقعت في مناطق متفرقة في علاقة بنتائج الانتخابات الرئاسية»
وقد انتقدت منظمة العفو الدولية هذا القرار باعتباره لا يفي بالغرض ولا يترجم حقيقة أرادة دولية لإيقاف انتهاكات حقوق الإنسان في الكوت ديفوار

## تسلسل الأحداث

### 4 أبريل
قال شاهدا عيان ان طائرات مروحية تابعة للأمم المتحدة أطلقت أربعة صواريخ على معسكر للقوات الموالية للوران گباگبو في العاصمة أبيدجان. ويضم المعسكر ثلاث كتائب من جيش ساحل العاج.
أمرت فرنسا بارسال مزيد من الجنود إلى ساحل العاج لحماية المدنيين بينما تستعد القوات الموالية للمرشح الرئاسي المطالب بالسلطة الحسن واتارا لهجوم لابعاد الرئيس المنتهية ولايته لوران گباگبو عن السلطة.
وبينما تجمع مئات من الجنود الموالين لواتارا على مشارف ابيدجان في انتظار شن ما يقولون انه سيكون الهجوم الأخير للإطاحة بجباجبو أمكن سماع دوي انفجارات من اتجاه القصر الرئاسي. وقال اسياكا واتاو واتارا الضابط الذي يتولى قيادة قوات واتارا لرويترز انهم سيبدأون العمليات يوم الاثنين وان قواته مزودة بما يكفي من الأسلحة للسيطرة على ابيدجان.

### 5 أبريل
قال وزير خارجية فرنسا آلان جوپيه إن لوران گباگبو يفاوض من أجل رحيله، بعد أن بات محاصرا في قبو في القصر الرئاسي حسب البعثة الأممية التي ذكرت أن بعض قادته أوقفوا فعلا المعارك ضد خصمه الحسن وتارا الرئيس المعترف به دوليا.
كما تحدث رئيس الوزراء الفرنسي فرانسوا فيون عن مفاوضات يجريها جنرالان مؤيدان لگباگبو من تفاهم على شروط استسلامه.

### 6 أبريل
قالت متحدثة باسم القوات الموالية للحسن واتارا أن القوات اقتحمت مقر لوران گباگبو الذي يرفض تسليم السلطة. ومنيت مفاوضات تهدف إلى اقناع گباگبو بالتنحي بانتكاسة عندما قاوم ضغوطا من الأمم المتحدة وفرنسا للتوقيع على وثيقة يتخلى بموجبها عن السلطة.
وقال مصدر فرنسي إن قتالا اندلع مجددا عندما أنهارت المحادثات لان جباجبو -الذي هزمه واتارا في انتخابات رئاسية أيدت الأمم المتحدة نتائجها لكنه يرفض تسليم السلطة- غير مستعد للتفاوض مع الوسطاء الذين يحاولون اقناعه بالتنحي. وتابع المصدر الفرنسي أن القوات الفرنسية التي شاركت في هجوم بطائرات الهليكوبتر أقرته الأمم المتحدة على الأسلحة الثقيلة لجباجبو يوم الاثنين لا تشارك في القتال الدائر حول القصر الرئاسي.

### 8 أبريل
قالت السفارة الفرنسية أبيجان في بيان أن القوات الموالية للرئيس المنتهية ولايته لوران گباگبو أطلقت قذائف هاون وصاروخا على مقر اقامة السفير الفرنسي في ساحل العاج. وجاء في البيان «في يوم الثامن من أبريل الساعة الرابعة عصرا (1600 بتوقيت گرينتش) تعرض مقر الإقامة لاطلاق قذيفتي هاون وصاروخ من مواقع أعضاء قوات لا تزال تدين بالولاء للسيد گباگبو.» ولم يشر البيان لوقوع خسائر بشرية أو مادية. وأفادت السفارة ان هذا هو ثاني هجوم على منزل السفير الفرنسي في العاصمة التجارية أبيدجان خلال أقل من 48 ساعة.

### 9 أبريل
صرح آلان لو روي قائد قوات حفظ السلام التابعة للأمم المتحدة في ساحل العاج أن القوات الموالية للوران گباگبو استعادت مناطق في أبيجان وتسيطر بالكامل على منطقتي دو پلاتيو وكوكودي الراقيتين.
وقال لو روي أن قوات گباگبو التي تتعرض لهجوم من جانب قوات واتارا استخدمت فترة هدوء يوم الثلاثاء كان الهدف منها إجراء محادثات سلام كحيلة لاعادة تعزيز مواقعهم. ولم تسفر المفاوضات عن أي شيء حتى الآن. وأن هناك سلحة ثقيلة يتم نقلها إلى منطقة كوكودي بما في ذلك هذا الصباح.
ونفى مستشار گباگبو في باريس نفى أن قواته لديها أسلحة ثقيلة. وقال توسان آلان لرويترز «هذه تصريحات كاذبة حيث دمر قصف فرنسي في وقت سابق من الأسبوع الماضي قدرات جيش ساحل العاج... فرنسا تبحث فقط عن ذريعة للتخلص من الرئيس لوران گباگبو.»

### 10 أبريل
أعلنت متحدث باسم الأمم المتحدة وشهود عيان تأكيدهم عن قصف قوات لوران گباگبو بالمدافع الثقيلة للفندق الذي يقيم فيه الرئيس المنتخب الحسن وطارة في العاصمة أبيجان. وقال أحد أفراد قوات وتارا للوكالة إن القصف كان عنيفا، في حين أكد المتحدث باسم القوات الأممية لحفظ السلام إن قوات غباغبو استخدمت مدافع الهاون في قصف الفندق. وأشار المصدر نفسه إلى أن الهجوم على الفندق جاء من جهة المقر الرئاسي لغباغبو، مشيرا إلى أن قوات حفظ السلام قامت بإطلاق النار باتجاه مصدر الهجوم.
من جهة أخرى دعا گباگبو أنصاره إلى المقاومة ضد فرنسا، وقال المتحدث باسمه إن القوات التابعة له بدأت بإعادة تجميع نفسها لاستهداف القوات الفرنسية في ساحل العاج قائلا إن باريس تقود حربا غير متحضره ضد بلاده بدعم من الأمم المتحدة.

### 11 أبريل
أعلن طوسون آلان مستشار رئيس ساحل العاج لوران گباگبو أن قوات خاصة فرنسية اعتقلت گباگبو وسلمته لزعماء المعارضة بعد أن اقتحمت دبابات فرنسية مقره.
ونقلت وكالة فرانس پرس عن سفير فرنسا في ساحل العاج جان مارك سيمون، قوله إن القوات الخاصة اقتادت گباگبو إلى فندق جولف المقر العام للرئيس حسن وتارا في أبيجان.

## قراءات أخرى
- Bah، Abu Bakarr (2010). "Democracy and civil war: Citizenship and peacemaking in Côte d'Ivoire". African Affairs. ج. 109 ع. 437: 597–615. DOI:10.1093/afraf/adq046.
- Collier، Paul (2010). "Meltdown in Côte d'Ivoire". Wars, Guns, and Votes: Democracy in Dangerous Places. New York: Harper Perennial. ص. 155–168. ISBN:9780061479649.
- Zounmenou، David (2011). "Côte d'Ivoire's post-electoral conflict: what is at stake?". African Security Review. ج. 20 ع. 1: 48–55. DOI:10.1080/10246029.2011.561011.

## وصلات خارجية
- Thousands Flee Ivory Coast as President Gbagbo Refuses to Cede Power - video report by الديمقراطية الآن!
- Statement of the African Union Observer Mission